# ناحیه طولقه
ناحیه طولقه (به عربی: دائرة طولقة) یک ناحیه در الجزایر است که در استان بسکره واقع شده‌است.